# Robert Gersony
Robert Gersony est un consultant américain connu pour ses rapports sur les pays en conflit, en particulier en Afrique. Il est particulièrement connu pour le «Rapport Gersony », inachevé, de 1994. Celui-ci conclut que le Front patriotique rwandais, qui avait pris le contrôle du pays après le génocide rwandais, procédait à des meurtres de masse à des fins politiques.

## Biographie
Robert Gersony est originaire d'une famille de survivants de la Shoah. Il abandonne ses études secondaires pour s'engager dans l'armée et sert dans une unité recensant les pertes lors de la guerre du Vietnam,.
Il accomplit ses quarante ans de carrière comme consultant auprès du département d'État des États-Unis dans les zones de conflits et de catastrophes.
En 1984, lors de la guerre de brousse en Ouganda, il documente de nombreuses exactions dans le triangle de Luwero. Leur révélation dans la presse conduit à un tollé et à une diminution des violences.
En 1985, il rapporte les attaques de pirates thaïlandais sur les Boat-people fuyant le Viêt Nam. Il permet l'arrestation de la plupart des pirates en trois ans.
Au Mozambique en 1988, il conclut que la RENAMO est engagée dans des crimes à grande échelle et ne porte pas de projet de gouvernance pour le Mozambique. Il est à l'origine de l'abandon de l'aide au RENAMO dans le cadre de la doctrine Reagan.
En 1989, en Éthiopie et en Somalie il documente le génocide des Isaaq commis par le régime pro-américain de Mohamed Siad Barre.

## Œuvres publiées
- «Rebels Create Havoc in Mozambique». Cultural Survival Quarterly . Volume 12 # 2 1988. p. 31–40.
- « Summary of Mozambican Refugee Accounts of Principally Conflict-Related Experience in Mozambique » pour le Bureau of Refugee Programs, United States Department of State, avril 1988
- « Why Somalis Flee: Synthesis of Accounts of Conflict Experience in Northern Somalia by Somali Refugees, Displaced Persons and Others » pour le Bureau of Refugee Programs, United States Department of State, août 1989
- « The Anguish of Northern Uganda: Results of a Field-Based Assessment of the Civil Conflicts in Northern Uganda » [archive du 28 septembre 2011] pour l'ambassade des États-Unis à Kampala et la Mission de l'USAID à Kampala, août 1997
- « Sowing the Wind…: History and Dynamics of the Maoist Revolt in Nepal's Rapti Hills » pour Mercy Corps International, octobre 2003